# Tarragona
För andra betydelser, se Tarragona (olika betydelser).
Tarragona (katalanskt uttal: [tərəˈɣonə], spanskt uttal: [taraˈɣona]
 ( lyssna)) är en stad och kommun i den autonoma regionen Katalonien i nordöstra Spanien. Staden ligger vid Medelhavet på Costa Daurada, cirka 82,5 kilometer sydväst om Barcelona. Tarragona är huvudort i provinsen med samma namn. Kommunen har 141 151 invånare (2024), på en yta av 58,84 km².
Tarragona var Romarrikets viktigaste stad på den Iberiska halvön.
Staden var en av kandidaterna till att bli Europas kulturhuvudstad 2016.